# Нога, Митрофан Петрович
Митрофан Петрович Нога (19 августа 1914 — 22 декабря 1986) — советский лётчик-ас истребительной авиации в боях на Халхин-Голе — командир эскадрильи 70-го истребительного авиационного полка 100-й смешанной авиационной бригады 1-й армейской группы, военачальник в годы Великой Отечественной войны, Герой Советского Союза (1939). Генерал-лейтенант авиации (1958).

## Молодость и начало службы в ВВС
Родился 19 августа 1914 года на хуторе Ключеводск Харьковской губернии, ныне село Ключеводское ныне в Нововодолажском районе Харьковской области Украины. Окончил школу в 1930 году. С 1930 года работал слесарем на Харьковском авиационном заводе, одновременно учился в вечернем техникуме.
Был призван в Красную Армию в апреле 1932 года по спецнабору ЦК ВЛКСМ. Окончил 9-ю школу военных пилотов в посёлке Рогань в 1933 году. С 1933 года — пилот 109-й истребительной авиационной эскадрильи ВВС Украинского военного округа, которая находилась в Киеве. В марте 1934 года был переведён в части РККА, находившиеся на территории Монголии: старший лётчик 760-го истребительного авиаотряда, с 1936 — командир звена 29-й истребительной авиационной эскадрильи, с июля 1938 года — командир звена и эскадрильи 70-го истребительного авиационного полка ВВС 57-го Особого корпуса в Монголии.

## Участие в предвоенных конфликтах
Участвовал в боях с японскими милитаристами на реке Халхин-Гол с мая по август 1939 года. В этих сражениях совершил 109 боевых вылетов, провёл 22 воздушных боя, сбил лично 9 японских истребителей Ki-27 и в паре 2 бомбардировщика (по данным наградного листа), а по отчетным документам 70 иап сбил даже на 1 самолёт больше, только соотношение побед несколько иное: сбил лично 4 и в составе группы 8 самолётов. Стал третьим советским асом-истребителем этой войны. 17 ноября 1939 года присвоено звание Героя Советского Союза с вручением ордена Ленина и медали «Золотая Звезда».
В сентябре 1939 года назначен командиром 41-го истребительного авиационного полка (ВВС Белорусского Особого военного округа), участвовал в походе советских войск в Западную Белоруссию. В 1939 году вступил в ВКП(б). Командовал полком до января 1941 года. В этом месяце был направлен на учёбу в академию. Ещё во время учёбы, в марте 1941 года, был назначен командиром формирующегося 188-го истребительного авиационного полка в Западном Особом военном округе. Должен был вступить в командование полком после окончания академии, но начавшаяся война помешала этому.

## Великая Отечественная война
Вскоре после начала Великой Отечественной войны, в июле 1941 года, был досрочно выпущен из Военной академии командного и штурманского состава ВВС Красной Армии, тогда же назначен командиром 182-го истребительного авиационного полка ПВО. После завершения формирования, в августе 1941 года полк перелетел из Рязани в Крым, где вошёл в состав ВВС 51-й отдельной армии. С этого времени принимал участие в боях. В декабре 1941 года полк был передан в 105-ю истребительную авиационную дивизию ПВО и действовал в интересах Южного, Северо-Кавказского, Закавказского фронтов. Участвовал в Крымской, Донбасско-Ростовской, Донбасской оборонительных операциях, в Ростовской наступательной операции, в оборонительном этапе битвы за Кавказ. В это время летал на истребителях МиГ-3, ЛаГГ-3, Як-1, Як-7.
С 30 июля 1942 года подполковник М. П. Нога командовал 144-й истребительной авиационной дивизией ПВО (Саратовско-Балашовский дивизионный район ПВО), отражая частые (в том числе ночные) налёты немецкой авиации на Саратов и другие промышленные центра Среднего Поволжья. С мая 1943 года — командир 322-й истребительной авиационной дивизии 2-го истребительного авиационного корпуса (15-я воздушная армия Брянского фронта, затем 3-я воздушная армия 1-го Прибалтийского фронта). Во главе дивизии участвовал в Курской битве, в Брянской, Невельской, Городокской, Белорусской наступательных операциях. Тогда же освоил новый истребитель Ла-5, на котором летал до конца войны.
С 16 ноября 1944 года до Победы командовал 256-й истребительной авиационной Киевской Краснознамённой орденов Суворова и Богдана Хмельницкого дивизией. Дивизия сражалась в составе 2-й воздушной армии на 1-м Украинском фронте. Участвовал в Висло-Одерской, Нижне-Силезской, Верхне-Силезской, Берлинской, Пражской наступательных операциях.
Всю войну М. П. Нога прошёл на высоких должностях (командир полка и дивизии), причём командовал весьма успешно, будучи на фронте награждён пятью боевыми орденами. Неоднократно получали награды и удостаивались почётных наименований возглавляемые им авиационные части. Но при этом он и сам много летал, личным примером учил подчинённых сбивать вражеские самолёты. На фронте был дважды ранен. Всего в боях Великой Отечественной войны выполнил 236 боевых вылетов, провёл свыше 40 воздушных боёв. На фронтах Великой Отечественной войны вторично стал асом, но по числу одержанных воздушных побед в разных источниках приводятся разные сведения: по данным М. Ю. Быкова, подтверждены 6 личных побед, по данным наградного листа от 17 августа 1944 года к тому времени сбил лично 9 немецких самолётов, по публикациям в советской прессе в августе-сентябре 1943 года к тому времени сбил 22 немецких самолёта, по другим публикациям к маю 1945 года сбил 18 лично и 1 в группе, и т. д.
Согласно собственной автобиографии М. П. Ноги, написанной в 1976 году, за все войны, в которых он участвовал, выполнил 565 боевых вылетов, провёл 126 воздушных боёв, сбил 27 самолётов лично и 3 в групповых боях.

## Послевоенная служба
После войны продолжил служить в авиации. В ноябре 1945 года 256-я истребительная авиадивизия была расформирована, а полковник М. П. Нога назначен командиром 181-й истребительной авиационной дивизии (Таврический военный округ), которой командовал по ноябрь 1947 года.
В 1949 году окончил Высшую военную академию им. К. Е. Ворошилова. С декабря 1949 года — командир 65-го истребительного авиационного корпуса (Прикарпатский военный округ). С февраля 1952 года — командир 52-го истребительного авиационного корпуса (57-я воздушная армия, Прикарпатский и Таврический военные округа). С ноября 1955 года — заместитель командующего по ПВО 29-й воздушной армии (Дальневосточный военный округ). С января 1957 года — командир Сахалинского корпуса ПВО, с апреля 1960 года — командир 12-го корпуса ПВО. Оставаясь летающим командиром, в послевоенное время освоил несколько типов реактивных истребителей. 
С июля 1963 года генерал-лейтенант авиации авиации М. П. Нога — в запасе.
Жил в Киеве. Работал в авиационной промышленности, вёл активную общественную работу. Умер 22 декабря 1986 года. Похоронен на Берковецком кладбище.

## Воинские звания
- лейтенант (19.03.1936)
- старший лейтенант (27.08.1937)
- майор (29.11.1939, минуя воинское звание капитан)
- подполковник (30.07.1942)
- полковник (24.10.1943)
- генерал-майор авиации (03.08.1953)
- генерал-лейтенант авиации (18.02.1958)

## Награды
- Герой Советского Союза (17.11.1939)
- Орден Ленина (17.11.1939)
- Четыре ордена Красного Знамени (29.08.1939, 22.09.1944, 18.05.1945, 13.06.1952)
- Орден Кутузова 2-й степени (29.05.1945)
- Орден Суворова 3-й степени (14.09.1943)
- Два ордена Отечественной войны 1-й степени (14.02.1943, 11.03.1985)
- Два ордена Красной Звезды (30.04.1947, 22.02.1955)
- Медали СССР
- иностранные награды:
  - Орден Сухэ-Батора (Монголия)
  - Орден Красного Знамени (Монголия, 17.08.1939)
  - Орден Virtuti Militari 5-й степени (Польша)
  - Медаль «Дружба» (МНР, 15.08.1959)
  - Медаль «30 лет Халхин-Гольской Победы» (МНР, 15.08.1969)
  - Медаль «50 лет Монгольской Народной Революции» (МНР, 16.12.1971)